# Jhouwa Guthi
Jhouwa Guthi (nep. झौवा गुठी) – gaun wikas samiti w środkowej części Nepalu w strefie Narajani w dystrykcie Parsa. Według nepalskiego spisu powszechnego z 2001 roku liczył on 836 gospodarstw domowych i 5442 mieszkańców (2651 kobiet i 2791 mężczyzn).